# أوكانيا (إسبانيا)
أوكانيا، إسبانيا (بالإنجليزية: Ocaña, Spain)‏ هي بلدية ومدينة في منطقة الحكم الذاتي كاستيا-لا مانتشا وتقع في مقاطعة طليطلة في وسط إسبانيا. تبلغ مساحة هذه المدينة 148 (كم²)، ويبلغ عدد سكانها 9468 نسمة حسب إحصاء المعهد الوطني الإسباني سنة 2009 م.

## وصلات خارجية
- الموقع الرسمي